# Sterlina delle Falkland
La sterlina delle Falkland (in inglese Falkland Islands pound) è la valuta utilizzata nel territorio britannico d'oltremare delle isole Falkland e della Georgia del Sud e Isole Sandwich Australi.
Il suo codice ISO 4217 è FKP mentre è comunemente indicata come £ o, in alternativa, FK£ in caso di possibile ambiguità con altre valute chiamate sterlina.
Essa ha parità di cambio con la sterlina della madrepatria, ma mentre quest'ultima è liberamente utilizzabile nell'arcipelago, il contrario non è ammesso, in quanto può circolare solo nelle Falkland.
Il suo utilizzo è esteso anche ai 30 funzionari della Georgia del Sud e isole Sandwich meridionali, un territorio britannico d'oltremare separato che si trova 1332 km a est delle Falkland.

## Storia
La sterlina fu introdotta dopo che i britannici estromisero gli argentini dall'occupazione delle isole nel 1833.
Durante la precedente occupazione argentina circolava altresì il peso. Inizialmente circolò la sterlina britannica, costituita da 20 shilling, ognuno di 12 pence.
Emissioni di banconote specifiche per le Falkland sono avvenute dal 1899. Nel 1971 la sterlina è stata decimalizzata e suddivisa in 100 pence. Monete coniate specificamente per le Falkland esistono dal 1974.

## Monete
Nel 1974 sono state introdotte da ½, 1, 2, 5 e 10 pence. La moneta da 50 pence è stata introdotta nel 1980, quella da 20 pence nel 1982, quella da 1 sterlina nel 1987 e quella da 2 sterline nel 1998. La moneta da ½ penny è stata emessa l'ultima volta nel 1983 ed è stata demonetizzata poco dopo. Tutte le monete hanno la stessa composizione e misure delle corrispondenti monete britanniche.

## Banconote
Tra il 1899 ed il 1901 il governo introdusse banconote da 5 e da 10 scellini e da 1 e 5 sterline. La banconota da 5 scellini fu emessa solo fino al 1916. Nel 1969 in preparazione delle decimalizzazione la banconota da 10 scellini fu sostituita da una da 50 pence. La banconota da 10 sterline è stata introdotta nel 1975, seguita da quella da 20 sterline nel 1984 e da quella da 50 sterline nel 1990. Le banconote in circolazione sono:
- 5 sterline (rosso)
- 10 sterline (verde)
- 20 sterline (grigio)
- 50 sterline (blu, verde e rosso)

Le banconote delle Falkland mostrano la stessa immagine, e differiscono solo nel valore stampato e nel colore. Sul fronte tutte le banconote contengono il ritratto della regina Elisabetta II, lo stemma delle isole Falkland, una piccola mappa delle isole e le immagini dei due principali animali delle isole, il pinguino ed il leone marino. Sul verso sono rappresentati la Cattedrale di Stanley e la Government House, la residenza ufficiale del governatore delle Falkland.